# بوبیان (پرنده)
بوبیان (نام علمی: Sulidae)  تیره‌ای از پرندگان دریازی است که شامل سه سرده بوبی‌ها (۶ گونه)، سفیدغازها (۳ گونه)، و بوبی‌های ابوت می‌شود.
پرندگان عضو این تیره جثه‌های متوسط تا بزرگ دارند. بدن آن‌ها به نسبت پهن، گردن‌هایشان متوسط اما به نسبت کلفت، و سری بزرگ دارند. بال‌های آن‌ها کشیده و نوک‌تیز و شاهپرهای اولیه‌شان بلند است اما شاهپرهای ثانویه کوچکی دارند. دم بلند و نوک‌تیز و منقار بزرگ، سخت، و مستقیم است.
این پرندگان سوراخ بینی ندارند و پاهایشان پرده‌دار است. آن‌ها در همه اقیانوس‌های جهان یافت می‌شوند و از ماهی‌های به نسبت بزرگ تغذیه می‌کنند.

## رده‌بندی
بوبیان دارای سه سرده و در کل ۱۰ گونه است. آرایه‌های این تیره عبارت است از:
- تیره بوبیان (Sulidae)
  - سفیدغازها Morus
  - بوبی‌های ابوت Papasula
  - بوبی‌ها Sula